# 1717 Broadway
Le Courtyard & Residence Inn Manhattan/Central Park est un gratte-ciel  de 230 mètres construit à New York aux États-Unis en 2013. Il abrite 639 chambres d'hôtel.